# رابرت اف. کریستی
رابرت اف. کریستی (انگلیسی: Robert F. Christy؛ زاده ۱۴ مهٔ ۱۹۱۶ درگذشته ۳ اکتبر ۲۰۱۲) یک فیزیک‌دان اهل کانادا بود.